# بوهومیل یانوشک
بوهومیل یانوشک (چکی: Bohumil Janoušek; ۷ سپتامبر ۱۹۳۷) قایقران روئینگ اهل چکسلواکی بود.
وی در مسابقات کشوری و بین‌المللی در مجموع برندهٔ ۱ مدال نقره، ۳ مدال برنز شده‌است.